# 国会議事堂 (フィンランド)
国会議事堂（こっかいぎじどう、フィンランド語: Eduskuntatalo スウェーデン語: Riksdagshuset）は、フィンランド議会（エドゥスクンタ）の議事堂。 首都ヘルシンキにある。

## 概要
1931年完成。建築様式はコリント式の柱が並ぶ新古典主義建築であるが、20世紀初頭のモダニズムの影響を受けており装飾は簡略化されている。エントランスは二階にあり、前庭から大階段を上がって入館するとロビーがある。内装には白い大理石が使われている。
三階には議場があり「メイン・フロアー」と呼ばれている。フィンランド議会は一院制で議員定数は200である。議場には一般傍聴席、特別傍聴席、記者席を備えている。議場の入口前にはレセプションホールがある。
四階には議事録閲覧室、五階には委員会室、六階には会議室と各政党の集会室がある。エレベーターは非常に珍しいパーテルノステルというタイプが使われている。議事堂内は見学することが可能である。

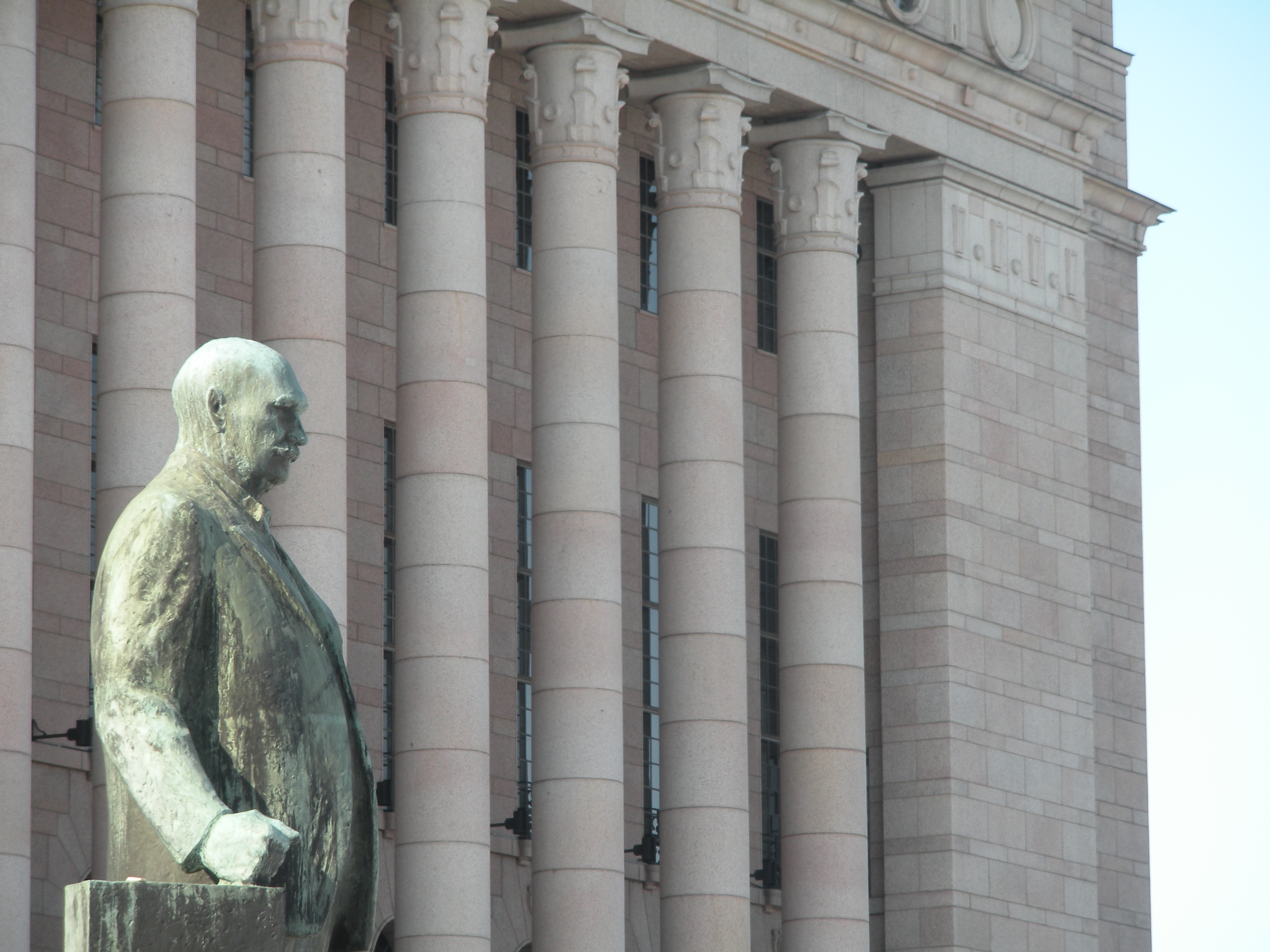
初代首相ペール・スヴィンヒュー
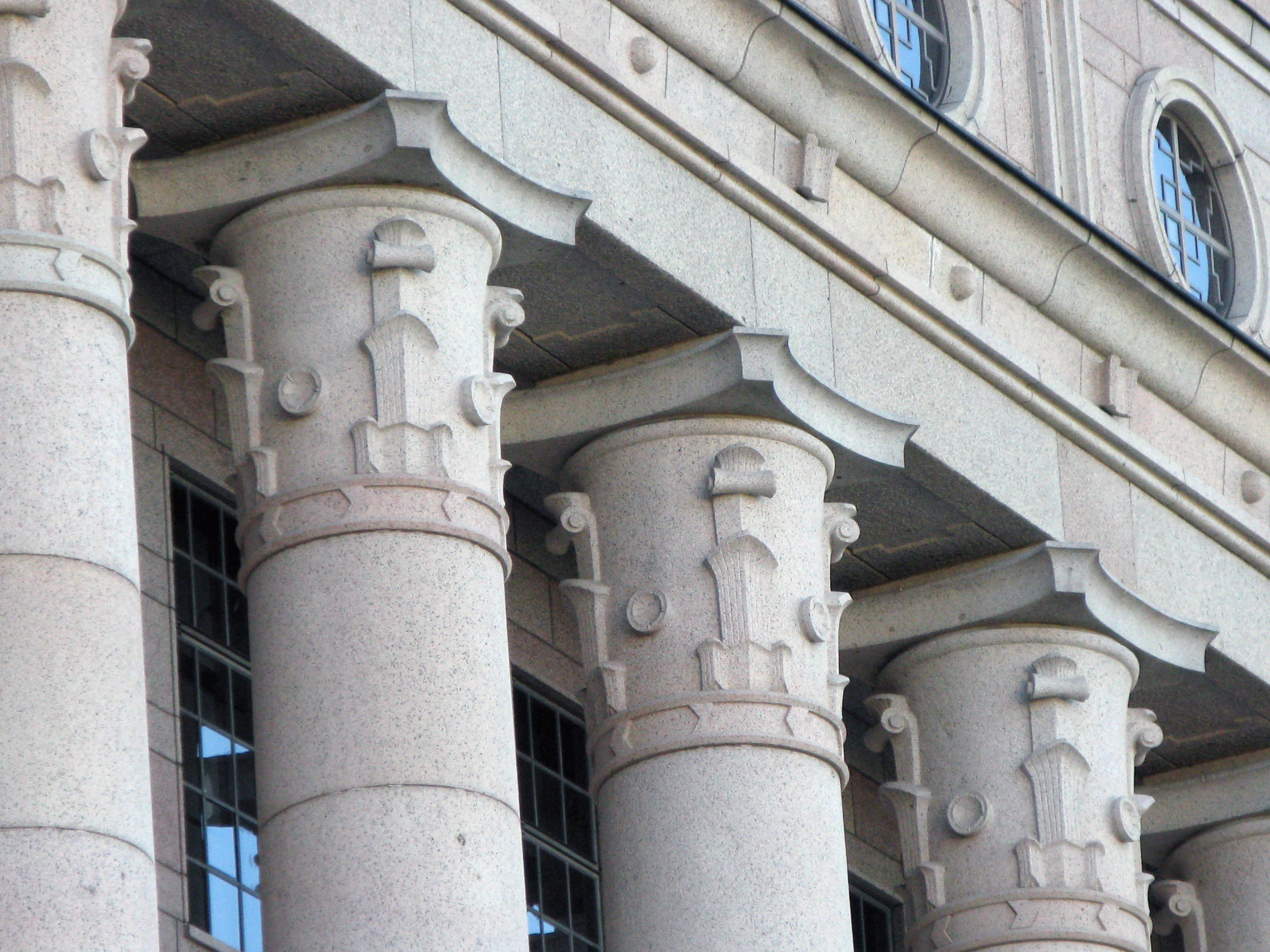
コリント式の柱頭
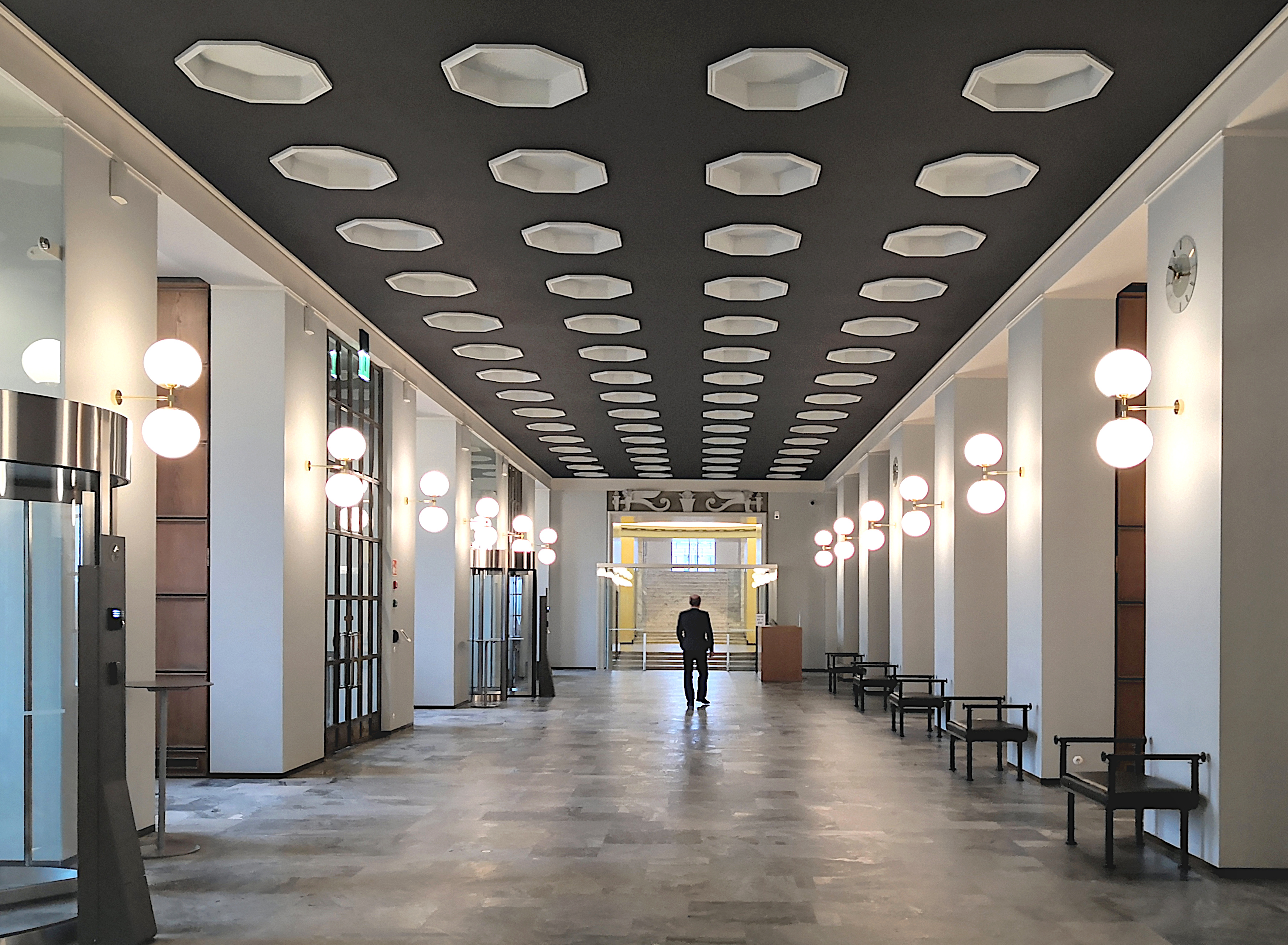
ロビー
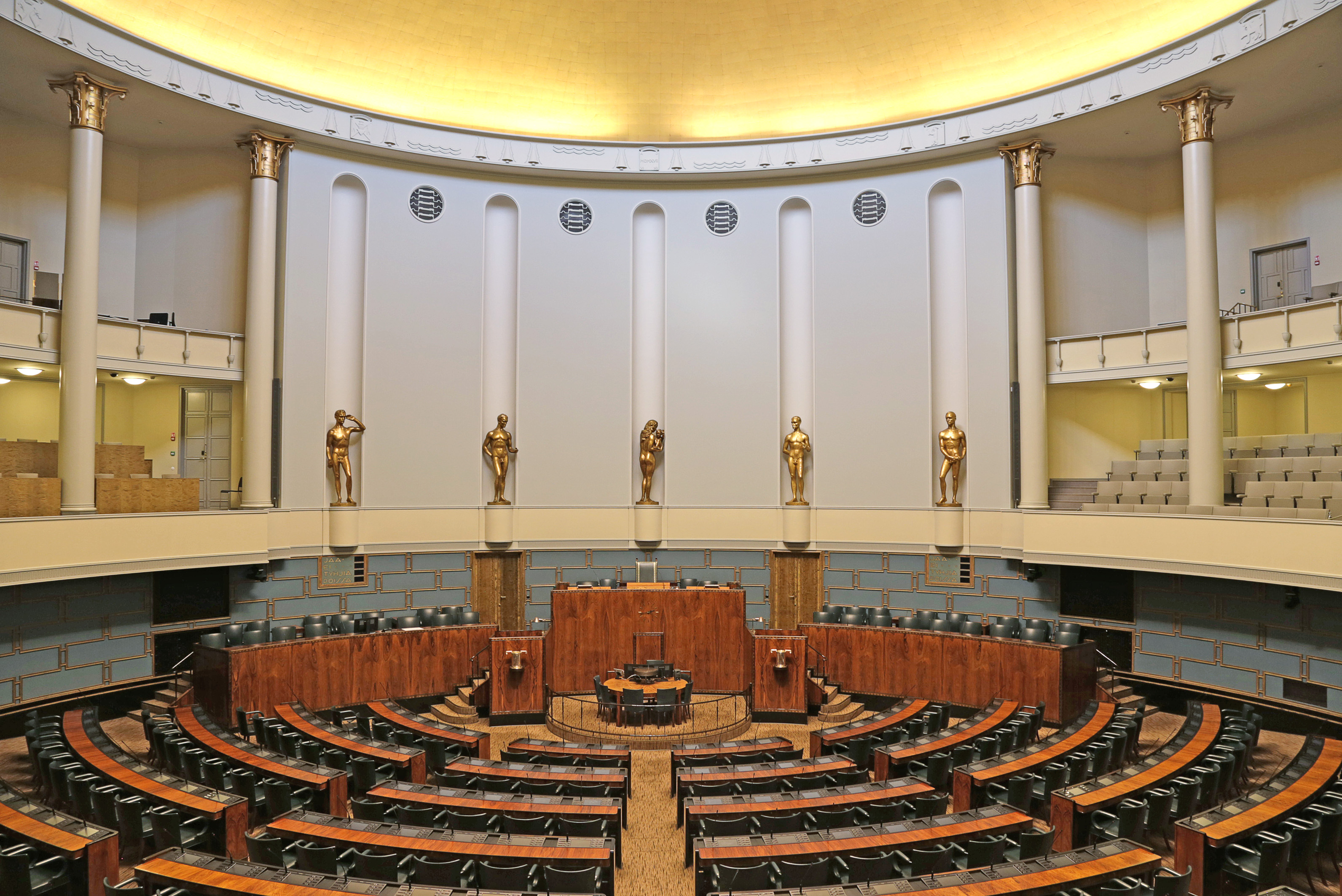
議場
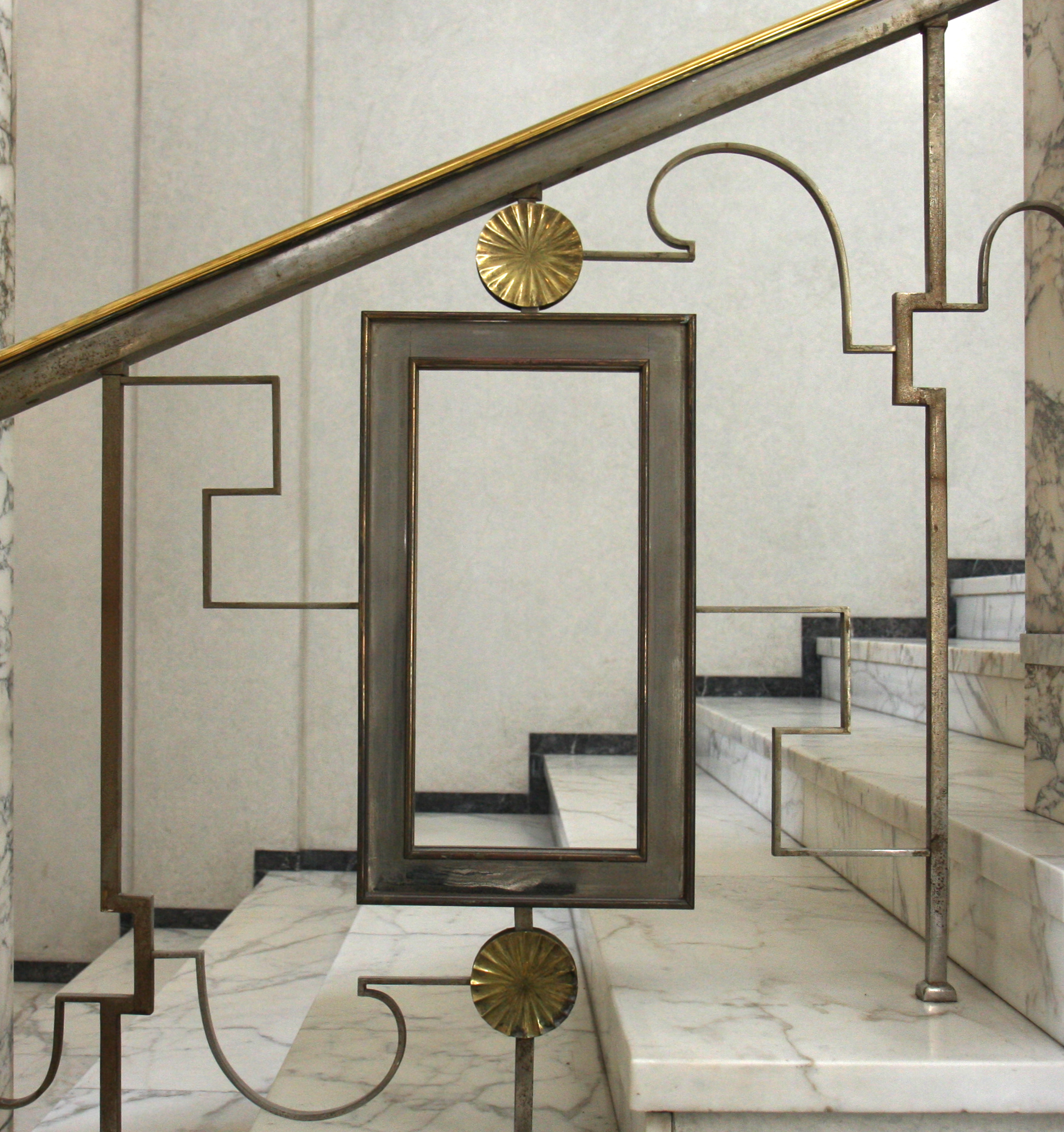
階段
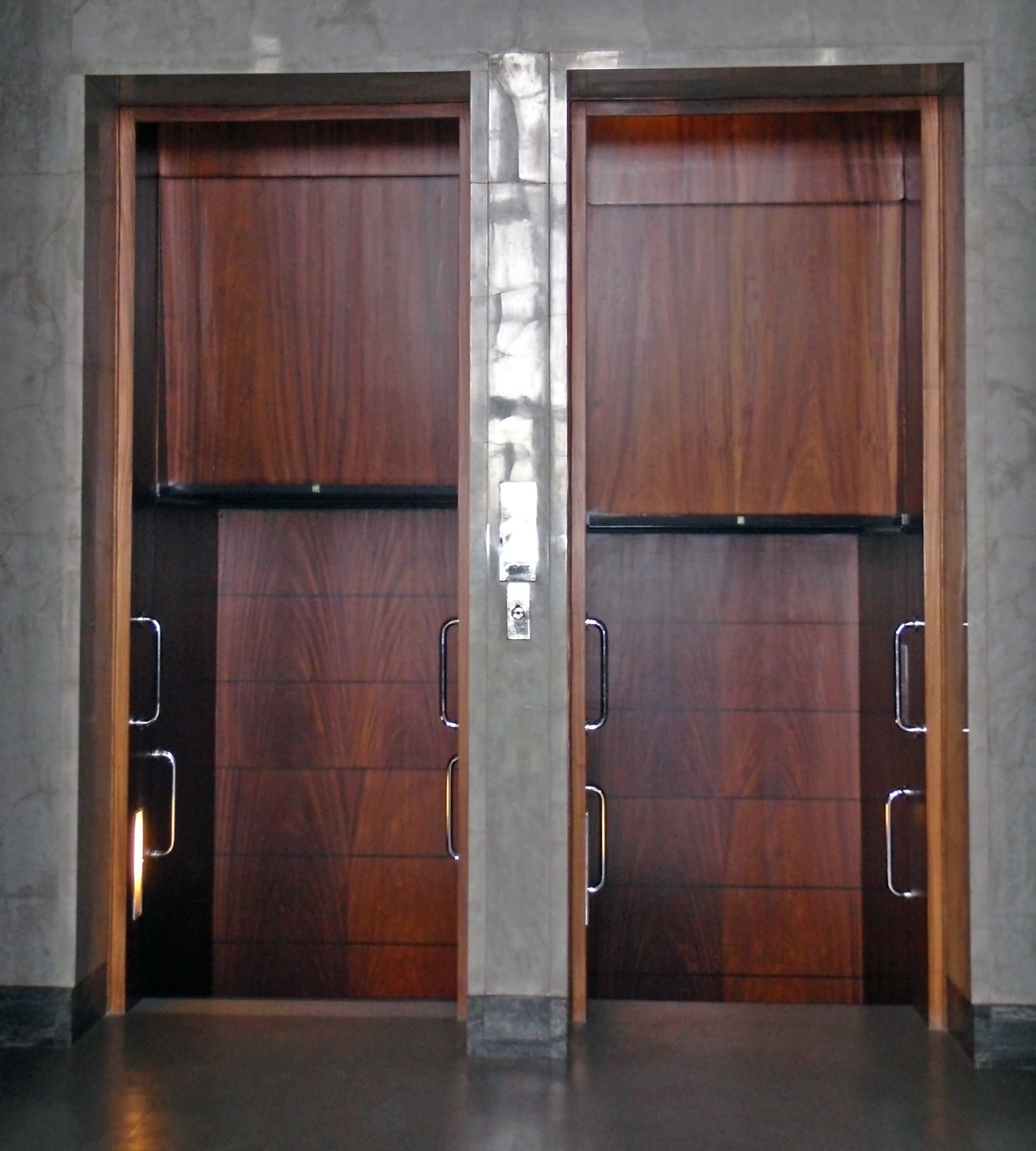
パーテルノステル